# Canal de Chacao

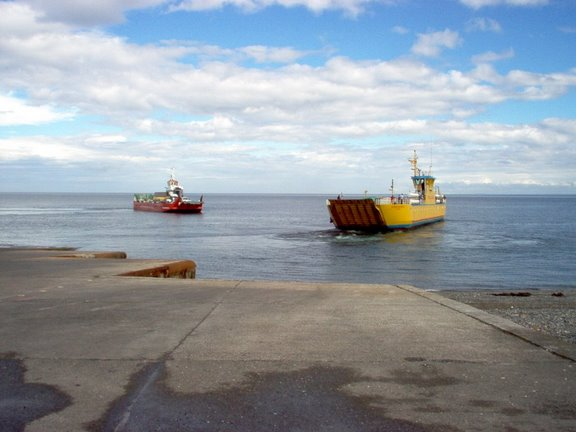
Navios de transporte no canal de Chacao

O canal de Chacao (em castelhano:  canal de Chacao) é um estreito que separa a Ilha Grande de Chiloé do Chile continental. O canal foi criado durante a última glaciação por glaciares vindos dos Andes. Uma ponte que ligue Chiloé ao continente está em fase de estudos.
O marinheiro espanhol Francisco de Ulloa foi o primeiro europeu a navegar neste canal, em 1553.